# Iris d'Allemagne
 (juin 2023).
Si vous disposez d'ouvrages ou d'articles de référence ou si vous connaissez des sites web de qualité traitant du thème abordé ici, merci de compléter l'article en donnant les références utiles à sa vérifiabilité et en les liant à la section « Notes et références ».
Iris germanica, Iris x germanica
Espèce
Classification phylogénétique
L'iris d'Allemagne (Iris germanica, anciennement Iris x germanica) aussi appelée flambe est une plante vivace herbacée de la famille des Iridacées que l'on utilise pour faire des huiles essentielles. Il appartient au groupe des iris barbus. Originaire de Syrie, cet iris a pour épithète spécifique germanica car il était l'emblème héraldique de nombreux seigneurs du Saint-Empire germanique comme le rappelle le peintre Arcimboldo sur le torse de la personne représentée dans le tableau Le printemps de la série Les quatre Saisons.

## Description

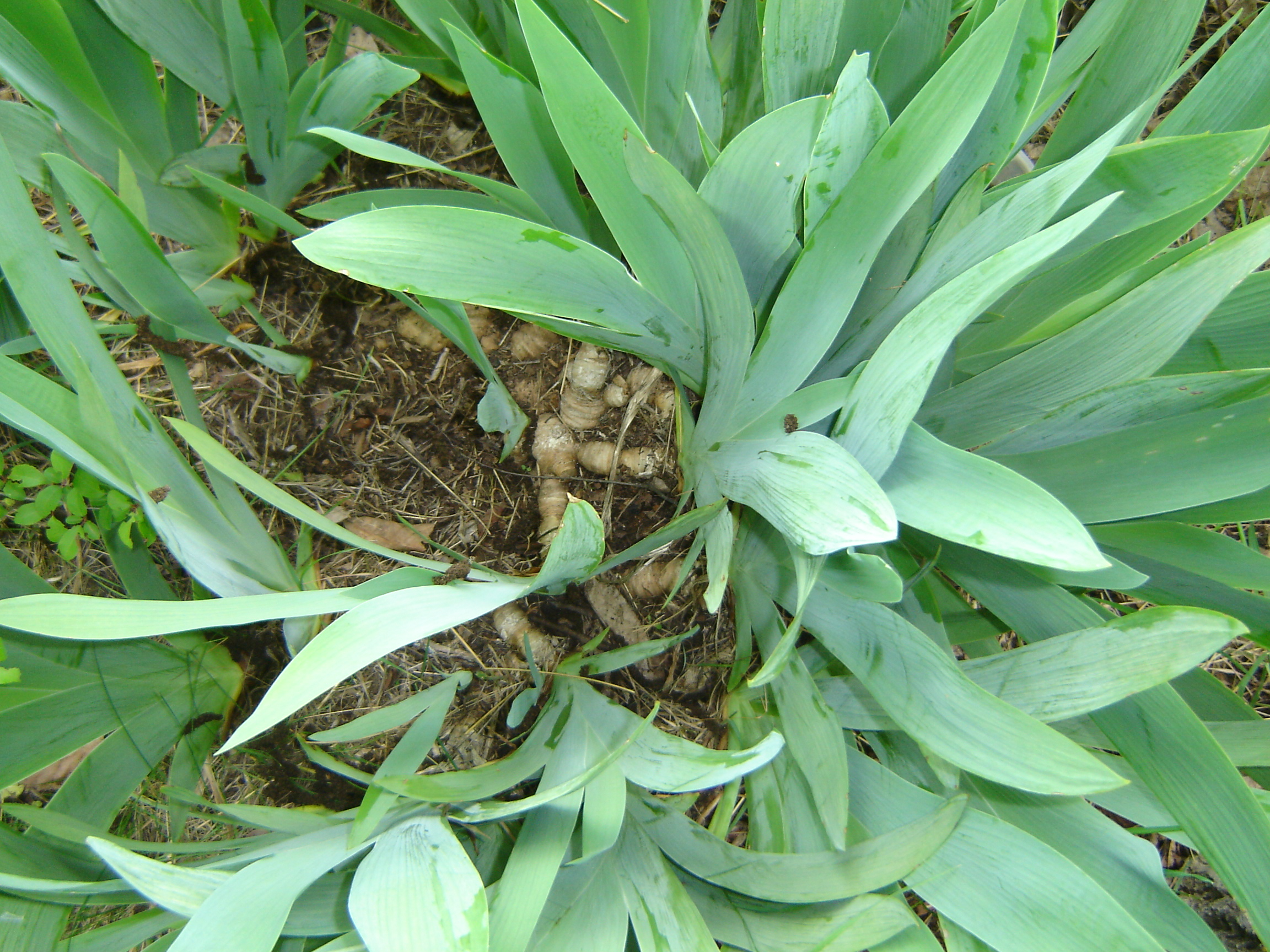
Rhizomes d'Iris d'Allemagne.

L'iris d'Allemagne est une plante pouvant atteindre 120 cm de haut.
Son rhizome horizontal à demi enterré mesure environ 2-3 cm de diamètre. Il s'allonge par l'extrémité, qui porte feuilles et hampe, et forme latéralement de nouveaux points de croissance, à l'origine de ramifications.
Les feuilles pointues en forme de glaive sont aplaties, légèrement courbes et disposées en éventail. Elles mesurent 30 à 50 cm de longueur par environ 3-4 cm de largeur. Elles sont légèrement glauques et ont une fine marge scarieuse. Les feuilles sont persistantes l'hiver (contrairement à d'autres espèces et hybrides).
La hampe florale ronde de 50-80 cm est peu ramifiée et porte 4 fleurs violettes ou blanches, jamais jaunes fleurissant avant Iris pallida et les cultivars récents d'iris barbus hybrides.
Les trois tépales externes (sépales), qui portent une barbe, sont plus ou moins pendants, à peine étalés. Environ 10 par 6 cm. Les sépales sont étroits à la base et s'élargissent progressivement, atteignant leur largeur maximale non loin de l'extrémité, qui peut-être échancrée (tépales ext. plus larges et arrondis chez les hybrides de jardin).
Les trois tépales internes (pétales), d'environ 8 cm de long, sont dressés au-dessus de la fleur, cachant partiellement le style pétaloïde à trois branches.
Les étamines sont aussi longues que les anthères.

## Origines de l'espèce et multiplication
Iris ×germanica L. est un hybride issu du croisement d’Iris pallida (2n=24) et d'Iris variegata (2n=20), ce qui a donné 44 chromosomes (24 + 20) à Iris x germanica et l'a rendu stérile.
Il se multiplie donc exclusivement par division de ses rhizomes, de préférence en été ou en automne.

## Mauvaise appellation des iris de jardin
Malgré la stérilité d'Iris germanica, on trouve souvent en jardinerie des iris de jardin identifiés comme Iris x germanica. Il s'agit d'une erreur très répandue. Le véritable nom de ces cultivars aux origines souvent complexes est simplement iris hybride, iris horticole ou tout simplement iris de jardin.

## Utilisation médicinale et toxicité
Malgré un usage traditionnel multimillénaire d'Iris germanica et d'Iris pallida, ces plantes sont tombées en désuétude en phytothérapie moderne. On utilisait essentiellement le rhizome séché et les feuilles fraîches. Ses propriétés principales reconnues traditionnellement sont : expectorant, mucolytique, anticatarrhal, dépuratif, diurétique, cholagogue, stimulant circulatoire, antifermentaire intestinal, vermifuge, sialagogue (qui stimule les sécrétions salivaires), sternutatoire et anti-inflammatoire.
Le rhizome frais peut présenter une certaine toxicité pour l'être humain, mais la consommation du rhizome sec ne pose pas de problème pour la santé humaine.

## Synonymes
- Iris × alba Savi
- Iris × amoena × Iris × atroviolacea Lange
- Iris × australis Tod.
- Iris × belouinii Bois & Cornuault
- Iris × biliottii Foster
- Iris × buiana Prodán
- Iris × buiana var. virescens Prodán
- Iris × croatica Prodán
- Iris × croatica Horvat & M.D.Horvat [Illegitimate]
- Iris × cypriana Foster & Baker
- 'Iris × deflexa Knowles & Westc.
- Iris × florentina L.
- Iris × florentina var. pallida Nyman
- Iris × florentinoides Prodán ex Nyar.
- Iris × germanica var. alba Dykes
- Iris × germanica var. amas Dykes
- Iris × germanica var. askabadensis Dykes
- Iris × germanica var. australis (Tod.) Dykes
- Iris × germanica var. florentina (L.) Dykes
- Iris × germanica var. fontarabie Dykes
- Iris × germanica var. gypsea Rodigas
- Iris × germanica var. kharput Dykes
- Iris × germanica var. lurida (Aiton) Nyman
- Iris × germanica var. nepalensis (Wall. ex Lindl.) Herb.
- Iris × germanica var. sivas G.Nicholson
- Iris × humei G.Don
- Iris × laciniata Berg
- Iris × latifolia Gilib. [Invalid]
- Iris × lurida Aiton
- Iris × macrantha Simonet
- Iris × mesopotamica Dykes
- Iris × murorum Gaterau
- Iris × neglecta Hornem.
- Iris × nepalensis Wall. ex Lindl.
- Iris × nostras Garsault [Invalid]
- Iris × nyaradyana Prodán
- Iris × officinalis Salisb.
- Iris × pallida Ten. [Illegitimate]
- Iris pallida subsp. australis (Tod.) K.Richt.
- Iris × piatrae Prodán
- Iris × redouteana Spach
- Iris × repanda Berg
- Iris × rothschildii Degen
- Iris × sambucina L.
- Iris × spectabilis Salisb.
- Iris × squalens L.
- Iris × squalens var. biflora Prodán & Buia
- Iris × squalens var. rosea' Prodán & Buia
- Iris × superba Berg
- Iris × tardiflora Berg
- Iris × trojana A.Kern. ex Stapf
- Iris × varbossania K.Malý
- Iris variegata var. lurida (Aiton) Nyman
- Iris × venusta J.Booth ex Berg
- Iris × violacea Savi
- Iris × vulgaris Pohl